# Tapier
Tapier eller Tatovører og Piercere i Danmark er en  branche- og interesseorganisation for tatovører og piercere i Danmark. Tapier arbejder for at fremme tatovørers og pierceres interesser i forhold til marked, myndigheder og samfund, og vil deltage  i den offentlige debat. Tapier har til hensigt at være markedets og kundernes garant for, at foreningens medlemmer udfører tatoverings- og piercingarbejde af høj faglig standard, at medlemmerne til enhver tid overholder de til enhver tid gældende regler på tatoverings- og piercingområdet samt at de gældende regler og den faglige viden følges ad. Tapier vil også arbejde for at fremme piercing- og tatoveringsfaget og -kunsten.
Tapier vil ansøge om at være registreringsberettiget brancheforening i forhold til loven om registrering af tatovører, når dette bliver muligt efter 1. januar 2014, når "Lov om en frivillig, brancheadministreret registreringsordning for tatovører" træder i kraft.